# Давидяк Євген Васильович

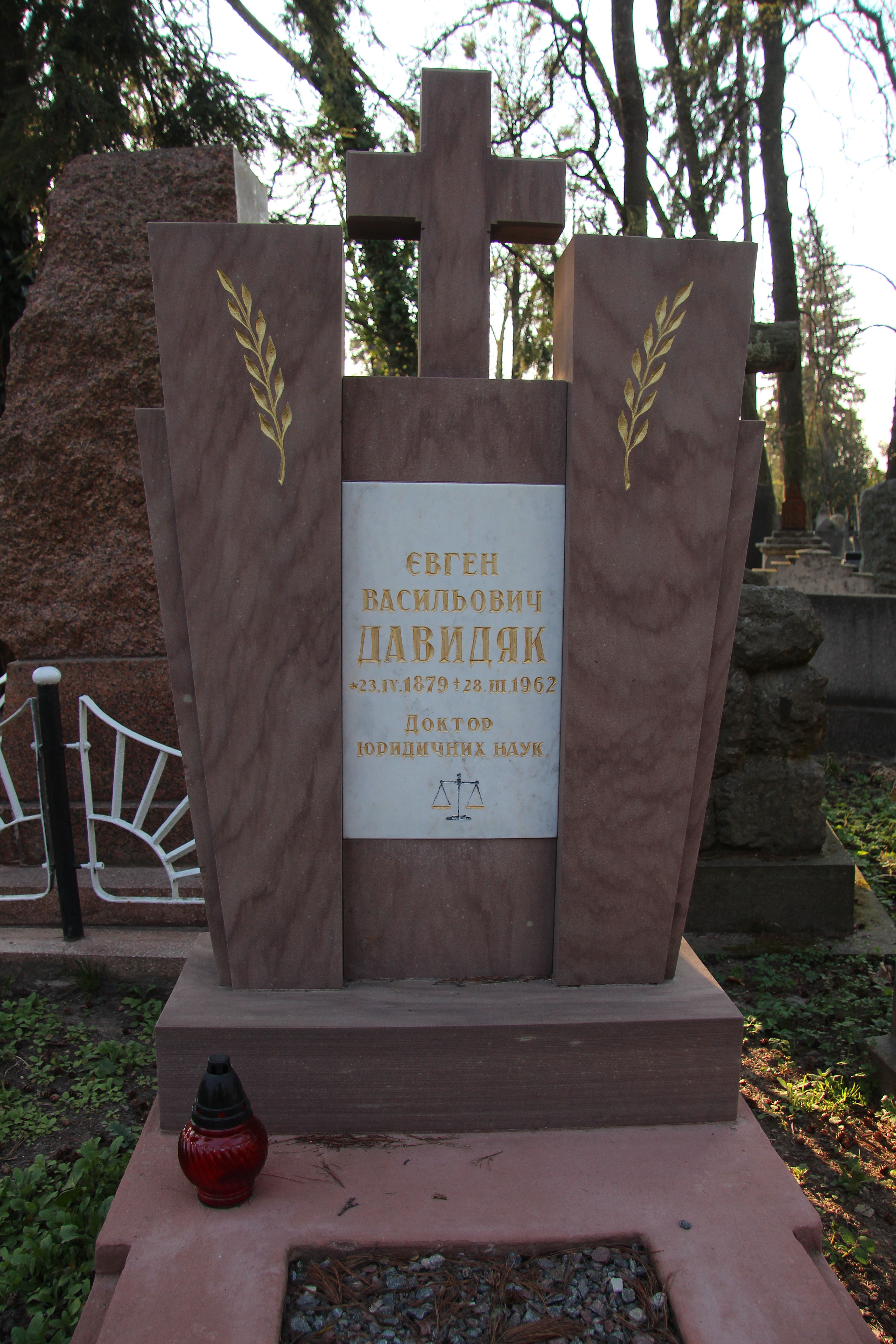

Євге́н Васи́льович Давидя́к (23 квітня 1879, Гребенів — 28 березня 1962, Львів) — український галицький адвокат, правознавець, громадський та освітній діяч. Доктор права (1908). Дійсний член НТШ (1937).

## Життєпис
Євген Давидяк відкрив власну адвокатську канцелярію в 1912 році.
У 1923-27 роках був третім ректором Українського таємного університету (Львів). Захисник обвинувачуваних на Львівському процесі діячів ОУН (1936).
Похований у Львові на 4 полі Личаківського цвинтаря.